# Aspurochelifer littlefieldi
Aspurochelifer littlefieldi är en spindeldjursart som beskrevs av Benedict och Malcolm 1979. Aspurochelifer littlefieldi ingår i släktet Aspurochelifer och familjen tvåögonklokrypare. Inga underarter finns listade.